# 우리들의 골!/또 보자...의 계절
「우리들의 골!/또 보자...의 계절」（ぼくらのゴォール/またね…のキセツ）은 2011년 2월 23일에 발행된 T-Pistonz+KMC의 7번째 싱글이다.

## 등록곡
1. 우리들의 골!(僕らのゴォール!)
  - 『이나즈마 일레븐』108~127화 OP테마
2. 또 보자...의 계절(またね…のキセツ)
3. 우리들의 골!(Original Karaoke)
4. 또 보자...의 계절(Original Karaoke)

## DVD（초회한정판）

### 초회한정판A
1. 우리들의 골!（T-Pistonz+KMC 댄스 샷Ver.）
2. 우리들의 골!（애니메이션 오프닝Ver.）

### 초회한정판B
1. 애니메이션 OP영상
2. 우리들의 골!（이나즈마 일레븐 캐릭터 댄스Ver.）